# Stryszawa (przystanek kolejowy)
Stryszawa – przystanek kolejowy w Stryszawie, w województwie małopolskim, w powiecie suskim. 
Przystanek został oddany do użytku w 1982 roku. Budynek dworca został adaptowany na sklep spożywczy. Dnia 12 grudnia 2010 pociągi przestały obsługiwać przystanek, jednak 11 grudnia 2016 przystanek został reaktywowany.

## Ruch pasażerski
| Rok  | Wymiana pasażerska na dobę |
| ---- | -------------------------- |
| 2017 | 0-9                        |
| 2022 | 0-9                        |